# Palais Grote

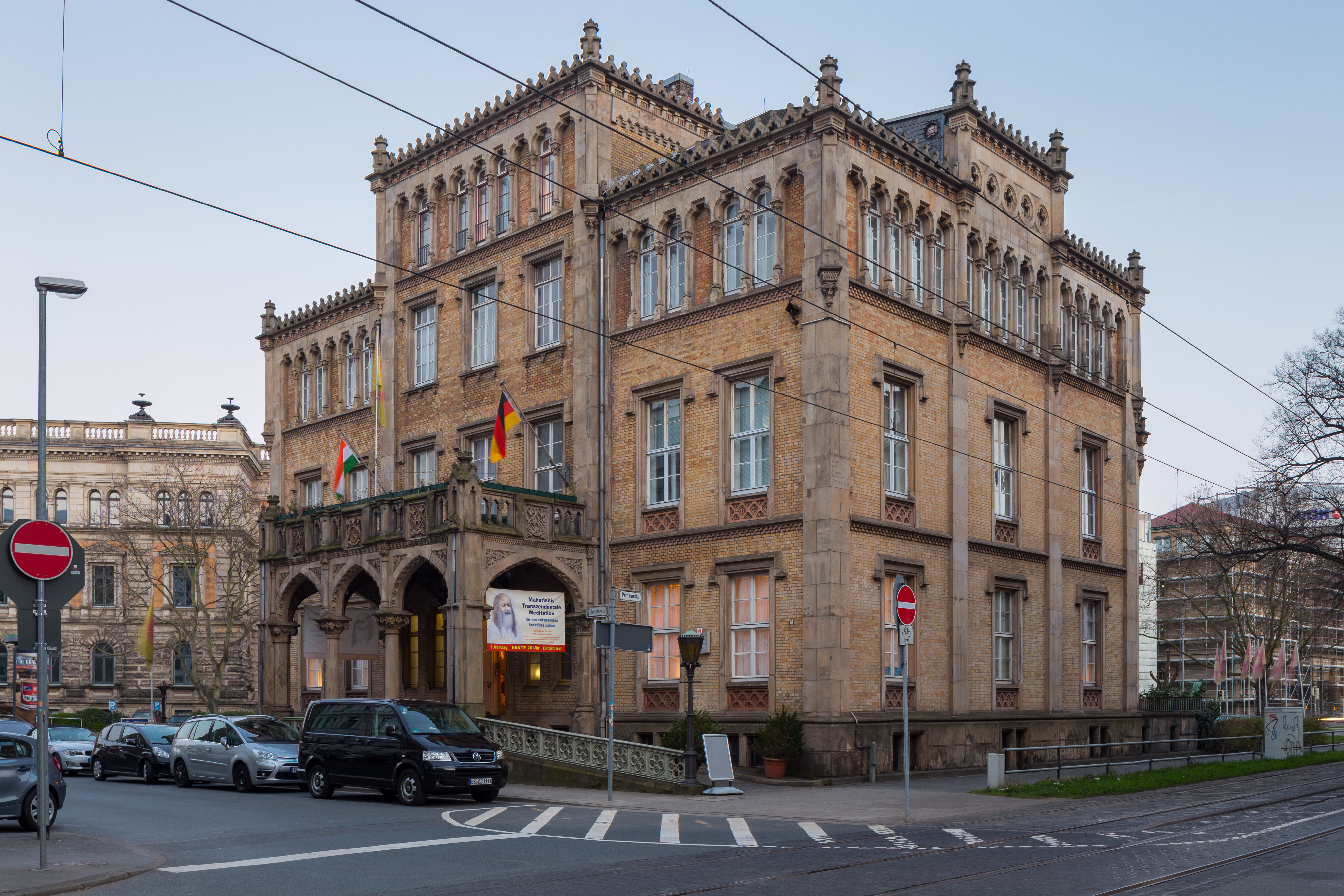
Blick auf das Palais Grote mit seiner historischen (Kutsch-)Auffahrt

Das Palais Grote in Hannover, auch: Grote-Palais, ist ein denkmalgeschütztes ehemaliges Adels-Palais aus der Zeit des Königreichs Hannover. Das bedeutende Werk der Hannoverschen Architekturschule gilt als „Höhepunkt der Wohnhaus-Kultur“ der damaligen Zeit. Standort des allseitig frei stehenden dreigeschossigen Stadtpalastes ist die städtebaulich exponierte Lage unter der Adresse Sophienstraße 7 im Stadtteil Mitte.

## Geschichte
Nachdem der bereits im Mittelalter genutzte Schiffgraben außerhalb der ehemaligen Stadtbefestigung Hannovers im Jahr 1861 zugeschüttet worden war und bis dahin lediglich von Häusern der damaligen Gartenleute gesäumt war, begann ab 1860 im Zuge des Ausbaus der damaligen Vorstadt die Besetzung mit vornehmen Doppel- und Reihenvillen.
In dieser Situation wurde das Palais Grote in den Jahren von 1862 bis 1864 errichtet für den Grafen Adolf von Grote, der im Auftrag von König Georg V. von 1863 bis 1866 als Gesandter am spanischen Hof von Madrid wirkte. Das Palais in der Residenzstadt Hannover war mutmaßlich ein Geschenk von Grotes Schwiegervater, des in Hamburg tätigen Kaufmannes Jenisch. Den dreigeschossigen, kubusähnlichen Baukörper aus gelben Ziegelsteinen mit höheren Mittelrisaliten gliederte der Architekt Otto Goetze mit Sandstein im Stil der englischen Gotik, da die Familie Grote dem „[...] englisch-hannoverschen Königshaus“ nahestand, das mehr als zwei Jahrhunderte in Personalunion zwischen Großbritannien und Hannover regierte.
Ab 1868 wechselten die Eigentümer des Groteschen Palais mehrfach.
Zur Zeit des Nationalsozialismus und während der Luftangriffe auf Hannover wurde das Palais 1943 durch eine Brandbombe der Alliierten getroffen und brannte nahezu vollständig aus.

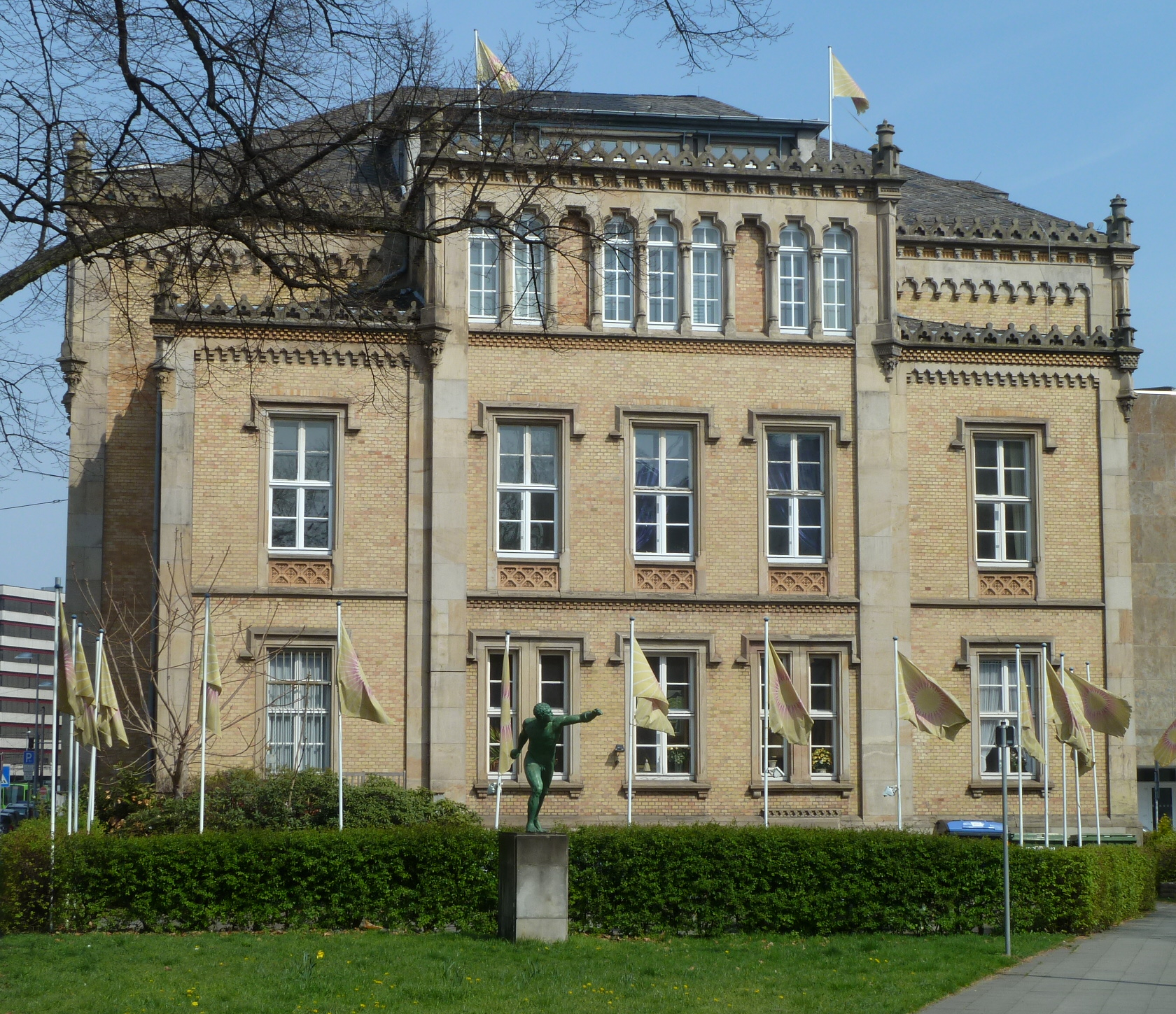
Die Südseite des Groteschen Palais an der Spitze des Dreiecks Prinzenstraße, Schiffgraben und Sophienstraße; auf der Grünfläche davor die Skulptur des „Borghesischen Fechters“ als Replik von 1918

Ab 1950 nutzte das Niedersächsische Landesamt für Straßenbau das Baudenkmal, das dann ein sehr nüchtern gestaltetes zentrales Treppenhaus erhielt, von dem die insgesamt 38 Räume abzweigen. Zwar machte die zentrale Erschließung das Gebäude „[...] schwer teilbar, sodass eine Nutzung als Bürogebäude stets schwierig war“. Doch erst nach mehr als einem halben Jahrhundert verließ das Straßenbauamt 2004 die Räumlichkeiten wieder.
Im Folgejahr 2005 verkaufte das Land Niedersachsen das schlossähnliche Gebäude für 900.000 Euro „[...] an die umstrittene Maharischi-Weltfriedensstiftung“, die das Gebäude dann „Maharishi Friedenspalast Hannover“ und „Maharishi Universität“ benannte. In ihrer neu erworbenen Residenz bot die Stiftung dort „[...] Seminare mit dubiosen Titeln“ an, unter anderem Techniken zum „yogischen Fliegen“, durch die offenbar viel Geld verdient wurde.
Die Eigentümerin investierte in das Grotesches Palais – laut eigenem Bekunden ihre sogenannte „Finanzkapitale Deutschlands“ – mehrere hunderttausend Euro. So wurden die Räume beinahe mit Prunk überladen: „Alles ist mit Gold und Schmuck ausstaffiert. Für die Reparatur des linken Kandelabers an der Auffahrt, eigentlich eine Auflage des Denkmalschutzes, hatte man in den vergangenen Jahren hingegen offenbar kein Geld“.
Anfang 2013 stand das Grotesche Palais erneut zum Verkauf – diesmal jedoch für 4,8 Millionen Euro. Das mit der Vermarktung beauftragte Maklerbüro hatte von der Eigentümerin allerdings keine Autorisierung erhalten, gegenüber der Presse genauere Auskünfte zu den Hintergründen des Verkaufsangebotes zu erteilen. Noch im selben Jahr beraumte das Amtsgericht Hannover dann überraschend eine Zwangsversteigerung an, für die das schlossähnliche Gebäude auf einen Wert von 3 Millionen Euro taxiert wurde. Zwar wurde die Zwangsversteigerung noch im Juli 2013 wieder abgesagt; zwar war Emanuel Schiffgens, der Vorsitzende der Stiftung, gegenüber den Medien zu keiner Stellungnahme dazu zu erreichen. Daher warf Conrad von Meding in der Hannoverschen Allgemeinen Zeitung (HAZ) dann öffentlich die ungeklärte Frage zu der Immobilie auf, „[...] warum das Land bei seinem Verkauf 2006 weniger als ein Drittel erlöst hatte.“

## Medienecho (Auswahl)

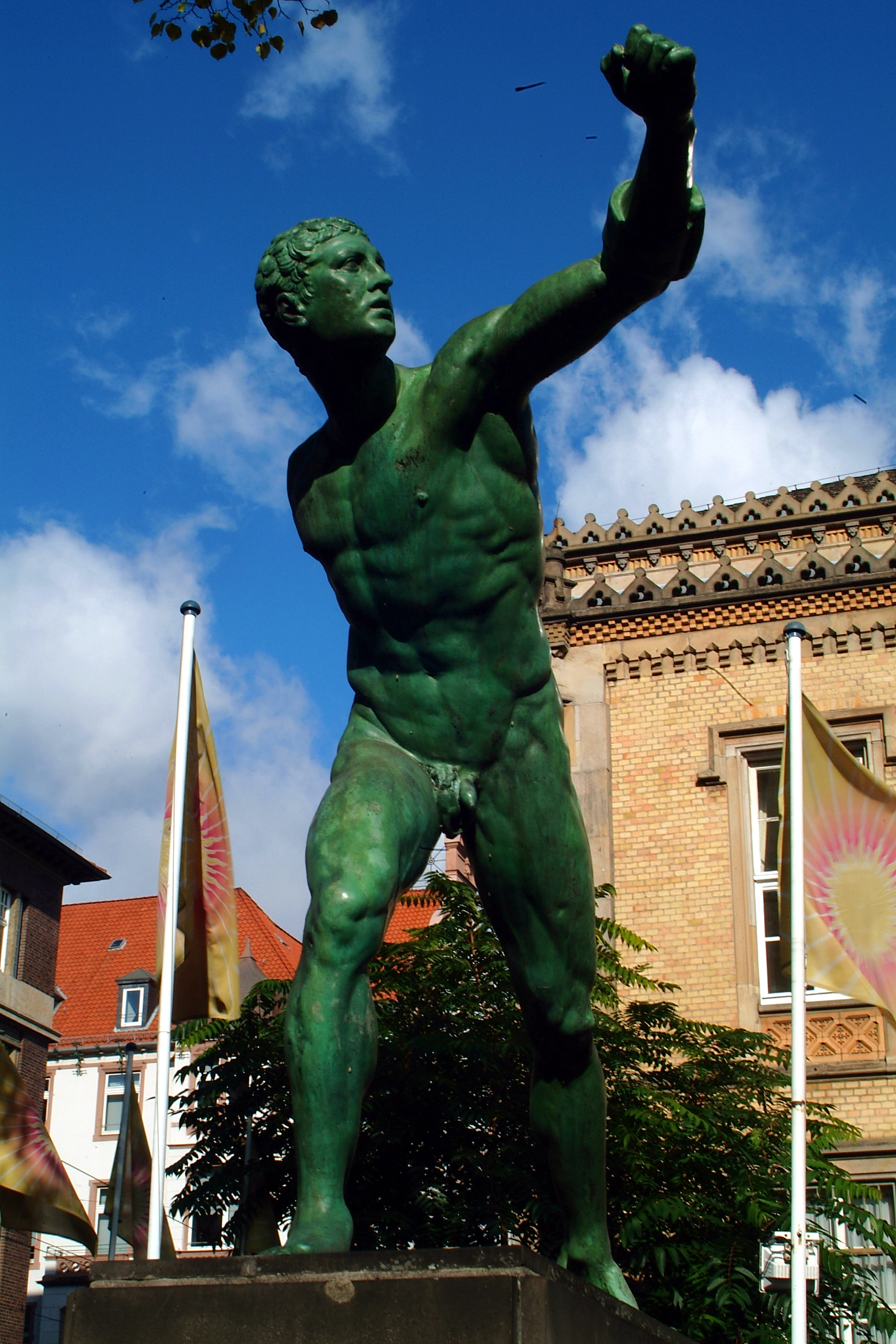
Der „Borghesische Fechter“ vor dem Groteschen Palais

- Conrad von Meding: Grotesche Palais am Schiffgraben. Schlösschen vor ungewisser Zukunft / Gutachter haben das Grotesche Palais am Schiffgraben auf drei Millionen Euro taxiert. Doch jetzt wurde die Zwangsversteigerung des wohl schönsten neugotischen Stadtpalasts Hannovers überraschend wieder abgesagt. In ihm residiert die umstrittene Maharischi-Weltfriedensstiftung, die mit ihren Meditationsseminaren zum „yogischen Fliegen“ viel Geld verdienen soll. In: HAZ vom 21. Juli 2013, aktualisiert am 24. Juli 2013; online
- Christian Bohnenkamp: Immobilien / Hannover: Baudenkmal sucht Schlossherrn. Ein Schloss, mitten in Hannover. Zehn Minuten Fußweg zum Hauptbahnhof, 38 Zimmer, zu verkaufen für 4,8 Millionen Euro. In: Neue Presse vom 9. März 2013; online

## Archivalien
An Archivalien finden sich beispielsweise
- eine Fotografie vom November 1908 eines ungenannten Urhebers im Archiv des Historischen Museums Hannover, abgedruckt in den Maßen > 8 × 6 cm im Stadtlexikon Hannover. Die Aufnahme zeigt ein kleineres Backsteingebäude – möglicherweise das Wohnhaus von Bediensteten – links des Haupteinganges des Groteschen Palais, im Bereich der später verbreiterten Schiffgrabens.[5][8]